# Епархия Умуахиа
Епархия Умуахиа (лат. Dioecesis Umuahiana) — епархия Римско-Католической церкви c центром в городе Умуахиа, Нигерия. Епархия Умуахиа входит в митрополию Оверри. Кафедральным собором епархии Умуахиа является церковь святого Духа.

## История
23 июня 1958 года Римский папа Пий XII издал буллу «Sollicite usque», которой учредил епархию Умуахиа, выделив её из епархии Оверри. В этот же день епархия Умуахиа вошла в митрополию Оничи.
24 января 1981 года и 2 апреля 1990 года епархия Умуахиа передала часть своей территории новым епархиям Окигве и Абы.
26 марта 1994 года епархия Умуахиа вошла в митрополию Оверри.

## Ординарии епархии
- епископ Антоний Гого Нведо CSSp[1] (1959—1990);
- епископ Люций Иведжуру Угорджи (2 апреля 1990 — 6 марта 2022 — назначен архиепископом Оверри).

## Источник
- Annuario Pontificio, Libreria Editrice Vaticana, Città del Vaticano, 2003, ISBN 88-209-7422-3
- Булла Sollicite usque, AAS 51 (1959), стр. 216  (лат.)